# Владимир Богдановић
Владимир Богдановић (Краљево, 5. октобар 1986) је српски фудбалер. Игра на позицији везног играча.

## Каријера
Богдановић је поникао у краљевачкој Слоги, одакле још у млађим категоријама прелази у Црвену звезду. Као играч Црвене звезде је био на позајмицама у Јединству из Уба, Радничком из Ниша и Смедереву. За први тим Црвене звезде је дебитовао у сезони 2007/08. Већу минутажу је добио у сезони 2009/10. код тренера Владимира Петровића Пижона. Са црвено-белима је освојио Куп Србије 2010. године.
Почетком марта 2011. је потписао једногодишњи уговор са кинеским суперлигашем Љаонингом. У Кини се задржао до истека уговора, а током пролећа 2012. је био у Локомотиви из Софије. У јулу 2012. је након пробе потписао уговор са грчким друголигашем Панетоликосом. У грчком клубу је био до јануара наредне године, када је отпуштен. Након тога игра у Азербејџану за АЗАЛ, а у априлу 2014. године прелази у молдавски Верис.
У јулу 2015. се враћа у српски фудбал и потписује за Раднички из Ниша. Након сезоне у Нишу, Богдановић потписује за чачански Борац. У Борцу је одиграо једну полусезону, да би у фебруару 2017. поново отишао у Молдавију где је потписао за Сперанцу из Ниспоренија. Касније је наступао за још један клуб у овој земљи. Током 2019. је био играч Петрокуба из Хинчештија.

## Трофеји

### Црвена звезда
- Куп Србије (1) : 2009/10.